# Rajd Kormoran 1994
Rajd Kormoran 1994 – 20. edycja Rajdu Kormoran. Był to rajd samochodowy rozgrywany od 25 do 27 marca 1994 roku. Była to pierwsza runda Rajdowych Samochodowych Mistrzostw Polski w roku 1994. Rajd składał się z osiemnastu odcinków specjalnych.

## Wyniki końcowe rajdu[1]
| Miejsce | Kierowca            | Pilot              | Samochód                    | Czas    | Strata | Grupa Klasa |
| ------- | ------------------- | ------------------ | --------------------------- | ------- | ------ | ----------- |
| 1       | Paweł Przybylski    | Krzysztof Gęborys  | Toyota Celica GT-4          | 1:12:44 | –      | A8          |
| 2       | Krzysztof Hołowczyc | Maciej Wisławski   | Toyota Celica GT-4          | 1:13:26 | +42    | N4          |
| 3       | Sławomir Szaflicki  | Andrzej Górski     | Ford Escort RS Cosworth     | 1:18:05 | +5:21  | N4          |
| 4       | Wiesław Stec        | Jerzy Bigos        | Mitsubishi Galant VR-4      | 1:18:07 | +5:23  | N4          |
| 5       | Bogdan Herink       | Barbara Stępkowska | Renault Clio Williams       | 1:19:25 | +6:41  | A7          |
| 6       | Waldemar Doskocz    | Aleksander Dragon  | Renault Clio 16V            | 1:19:45 | +7:01  | A7          |
| 7       | Robert Kępka        | Klaudiusz Rak      | Renault Clio Williams       | 1:20:01 | +7:17  | N3          |
| 8       | Lesław Orski        | Tomasz Chmiel      | Volkswagen Golf II GTi 16V  | 1:20:29 | +7:45  | A7          |
| 9       | Maciej Kołomyjski   | Sławomir Łuba      | Ford Sierra RS Cosworth 4x4 | 1:23:34 | +10:50 | N4          |
| 10      | Bohdan Ludwiczak    | Krzysztof Szeszko  | Ford Sierra RS Cosworth 4x4 | 1:24:50 | +12:06 | A8          |